# Monedas de euro de Bulgaria
El euro (EUR o €) es la moneda oficial de las instituciones de la Unión Europea desde 1999, cuando sustituyó al ECU, de los Estados que pertenecen a la eurozona y de los micro-Estados europeos con quienes la Unión tiene acuerdos al respecto. También es utilizado de facto en Montenegro y Kosovo. Las monedas de euro están diseñadas de tal manera que en su anverso muestran un diseño específico del Estado emisor mientras que en su reverso muestran un diseño común.
El 8 de julio de 2025, se aprobó oficialmente la incorporación de Bulgaria a la zona del euro el 1 de enero de 2026 y se fijó el tipo de conversión irrevocable de la leva búlgara en 1,95583 levas = 1 euro, lo que convertirá al euro en la segunda moneda nacional del país desde que se introdujo la leva hace más de 140 años.
La leva búlgara ha estado en con un tipo de cambio fijo frente al marco alemán desde 1997.

## Diseño
El diseño de las monedas de euro búlgaras se estableció mediante votación nacional que finalizó el 29 de junio de 2008. El 25,44% de los votantes prefirió al Caballero de Madara.
El 24 de julio de 2023, el gobernador del Banco Nacional de Bulgaria, Dimitar Radev, anunció en una entrevista que el consejo de administración del banco había decidido que el diseño de la cara nacional de las monedas de euro búlgaras será el mismo que el de las actuales levas. En concreto, estas son las características indicadas:
En las monedas de 1, 2, 5, 10, 20 y 50 céntimos de euro aparecerá el Caballero de Madara junto con la escritura en alfabeto cirílico стотинка y стотинки ("stotinka" y "stotinki", términos búlgaros que significan respectivamente "céntimo" y "céntimos");
en la moneda de 1 euro habrá una efigie de San Juan de Rila junto con la inscripción евро ("euro" en cirílico);
en la moneda de 2 euros aparecerá un retrato de San Paisio de Hilandar junto con la escritura евро ("euro" en cirílico);
la escritura България ("Bulgaria" en cirílico) aparecerá en todas las monedas;
Las palabras "БОЖЕ, ПАЗИ БЪЛГАРИЯ" ("Dios, protege a Bulgaria") estarán grabadas en el borde de la moneda de 2 euros, según la tradición de las monedas búlgaras que se remonta al siglo XIII.
El 16 de noviembre de 2023, el Banco Nacional de Bulgaria publicó los diseños de los rostros nacionales que fueron enviados a la Comisión Europea en espera de aprobación.
El 12 de febrero de 2024, el Banco Nacional de Bulgaria presentó los diseños finales de las monedas de euro búlgaras, que fueron aprobados el 1 de febrero de 2024.
|                                                                        |
| Caballero de Madara motivo de las monedas de 1, 2, 5, 10, 20 y 50 cts. |

|                                               |
| Juan de Rila motivo de las monedas de 1 euro. |

|                                                     |
| Paisio de Hilandar motivo de las monedas de 2 euro. |

| 0,01 €                                 | 0,02 €                               | 0,05 €                                                      |
| -------------------------------------- | ------------------------------------ | ----------------------------------------------------------- |
|                                        |                                      |                                                             |
| Representación del Caballero de Madara |                                      |                                                             |
| 0,10 €                                 | 0,20 €                               | 0,50 €                                                      |
|                                        |                                      |                                                             |
| Representación del Caballero de Madara |                                      |                                                             |
| 1,00 €                                 | 2,00 €                               | 2 € (canto)                                                 |
|                                        |                                      |                                                             |
| Representación de Juan de Rila         | Representación de Paisio de Hilandar | "БОЖЕ, ПАЗИ БЪЛГАРИЯ" Dios, protege a Bulgaria (en búlgaro) |